# Equivocada (canción)
«Equivocada» es el primer sencillo de la cantante y actriz mexicana Thalía de su primer álbum en vivo Primera fila: Thalía. La canción fue presentada a las radios el miércoles 7 de octubre de 2009. 
También se lanzó una versión en ruso con el mismo título.[cita requerida]
En 2017 llegó a sumar más de 200 000 000 de visitas en Youtube, el cual fue el primer vídeo de la cantante en llegar a esa cantidad, asimismo fue el primer Vevo Certified de un artista mexicano en YouTube en la actualidad el video está cerca de los 500 millones de visitas.

## Información
Cuenta una historia sobre el dolor que se experimenta luego de una ruptura amorosa, y sobre cómo una mujer puede elegir cambiar y sobreponerse al dolor de un amor malogrado.

"Equivocada es una canción sobre cambio, sobre cómo las mujeres pueden cambiar sus vidas". 

Esta canción llegó a través de la disquera y, desde que la oímos la primera vez, es un tema que te conmueve. Como yo digo: yo la canto en femenino, pero es una canción asexual, pero quien la escucha, hombre o mujer, lo sacude, porque es una canción que te hace preguntarte si eres feliz o inmensamente triste. Es de reflexión y tiene unos arreglos espectaculares.
Thalía

En la semana del 30 de octubre al 5 de noviembre la canción «Equivocada» fue elegida como la canción de la semana por Billboard en español por su debut en tal lista en el puesto #28.
Este primer sencillo, ha logrado su máxima posición en el puesto #8 de las listas más importantes del mercado latino en Estados Unidos. Así mismo en Latinoamérica causó revuelo y logró ser 4º en México y de los diez mejores en algunos países de Latinoamérica.

## Remixes
1. Equivocada (Álbum Versión)
2. Equivocada (Portugués Versión)
3. Equivocada (Duranguense Versión) Feat. Patrulla 81
4. Equivocada (Bachata Remix)

## Recepción de la crítica
Edwin Iturbide de la Revista Emet dice: "La balada que merece sin duda varias nominaciones a los distintos premios que se darán durante el 2010, una gran interpretación, para una letra hecha justamente para la voz y la interpretación de Thalía, que nació del puño y letra de Mario Domm y María Bernal, y que terminó en la Primera fila de Thalía. Cuando se escucha una letra que tiene tanto drama, desilusión, y tanto amor aún, te lleva a tus viejas memorias de amores ya caducados, pero latentes. Una gran canción".[cita requerida]
Monica Herrera de la revista Billboard dio una crítica positiva a la canción, diciendo que: "Para el primer sencillo de su álbum en vivo 'Thalía en Primera Fila', la estrella del pop mexicano Thalía ofrece una conmovedora balada sobre una relación que alguna vez fue seria y que resultó en un error. 'Siempre me equivoqué, y simplemente no quería verlo', canta en español. 'Porque por ti di mi vida / Porque todo lo que comienza también termina'. Después de una serie de sencillos de dance-pop que apuntaban a una audiencia cruzada, es refrescante escuchar a Thalía retroceder y abordar un número downtempo con un toque clásico, particularmente en un escenario en vivo que le permite mostrar su voz.[cita requerida]

## Presentaciones en vivo
Thalía interpretó "Equivocada" en el especial navideño "Nuestra Navidad", que se transmitió por Univision. El especial se grabó el pasado 11 de noviembre en el Rockefeller Center de la ciudad de Nueva York y presenta dos actuaciones de Thalía, una versión en español de "Rodolfo el Reno", junto a un grupo de niños, y su nuevo sencillo "Equivocada", el primer tema para promocionar su nuevo disco, "Thalía: En Primera Fila".
Thalía también cantó "Equivocada" en un Teletón especial "Unidos por Haití" diseñado por Univision TV en el que algunas de las más grandes estrellas latinoamericanas (Shakira, Ricky Martin, Daddy Yankee, Chayanne, Enrique Iglesias, Juanes, Gloria Estefan, Luis Fonsi y más) interpretaron sus canciones para ahorrar dinero a las víctimas del terremoto de Haití.[cita requerida]
Thalía interpretó "Equivocada" en el programa español "Más Que Baile" el 14 de abril de 2010. También interpretó esta canción en un programa matutino mexicano llamado "Hoy" con Qué Será De Ti, entre otras presentaciones.

## Video musical
En el vídeo musical se encuentra Thalia en el concierto acústico, en el cual está sentada en una silla. El vídeo comienza con las primeras notas del piano y finaliza con Thalia sonriendo. Este vídeo es parte del DVD que se incluye en Primera fila: Thalía.[cita requerida]

## Posiciones
| Posición | 10 | ? | 7 | 2 | 1 | 2 |

## Certificaciones
| País   | Organismo certificador | Certificación          | Ventas certificadas     |
| ------ | ---------------------- | ---------------------- | ----------------------- |
| México | AMPROFON               | Doble Disco de Platino | 120 000[cita requerida] |